# Morti nel 1987/Giugno
| Questa pagina contiene informazioni ricavate automaticamente dalle voci biografiche con l'ausilio del template Bio e di un bot. L'aggiornamento è periodico e automatico e ricostruisce completamente la pagina. Se manca una persona in questa lista, sei pregato di non aggiungerla, ma accertati piuttosto che la sua voce biografica contenga il template Bio e che i dati anagrafici siano correttamente compilati. Se il template Bio manca, inseriscilo tu stesso o, in alternativa, metti l'avviso {{tmp\|Bio}} che ne segnala la mancanza. Se i dati riportati sono sbagliati, correggi direttamente la voce biografica; le modifiche saranno visibili in questa lista entro pochi giorni. Per chiarimenti vedi il progetto biografie. La lista contiene solo le 95 persone che sono citate nell'enciclopedia e per le quali è stato implementato correttamente il template Bio. Pagina aggiornata al 3 mar 2024. |

- 1º giugno - Khwaja Ahmad Abbas, regista indiano (n. 1914)
- 1º giugno - Emiliano Álvarez, ciclista su strada spagnolo (n. 1912)
- 1º giugno - Errol Barrow, politico barbadiano (n. 1920)
- 1º giugno - Antonino Castiglione, imprenditore italiano (n. 1908)
- 1º giugno - Georg Friedel, calciatore tedesco (n. 1913)
- 1º giugno - Rashid Karame, politico libanese (n. 1921)
- 1º giugno - Domenico Piemontesi, ciclista su strada italiano (n. 1903)
- 2 giugno - Gustavo Boldrini, pittore italiano (n. 1927)
- 2 giugno - Anthony de Mello, gesuita, scrittore e psicoterapeuta indiano (n. 1931)
- 2 giugno - Alvaro Monnini, artista italiano (n. 1922)
- 2 giugno - Henry Palmé, maratoneta svedese (n. 1907)
- 2 giugno - François Perroux, economista francese (n. 1903)
- 3 giugno - Jackie Fields, pugile statunitense (n. 1908)
- 3 giugno - Mario Mineo, politico italiano (n. 1920)
- 3 giugno - Will Sampson, attore e pittore statunitense (n. 1933)
- 3 giugno - Andrés Segovia, chitarrista spagnolo (n. 1893)
- 4 giugno - Giovan Battista Gerace, informatico italiano (n. 1925)
- 4 giugno - Giovanni Kasebacher, fondista italiano (n. 1910)
- 4 giugno - Martti Lauronen, fondista finlandese (n. 1913)
- 4 giugno - Gerhard Pedersen, pugile danese (n. 1912)
- 4 giugno - Nathan Rapoport, scultore polacco (n. 1911)
- 5 giugno - Joe Bradley, cestista statunitense (n. 1928)
- 5 giugno - Gusztáv Szepesi, calciatore ungherese (n. 1939)
- 6 giugno - Umberto Bertini, paroliere e compositore italiano (n. 1900)
- 6 giugno - Richard Münch, attore tedesco (n. 1916)
- 7 giugno - Bruno Pallesi, cantante, paroliere e produttore discografico italiano (n. 1921)
- 8 giugno - Jimmy Darrow, cestista statunitense (n. 1937)
- 8 giugno - Alexander Iolas, collezionista d'arte e gallerista greco (n. 1907)
- 8 giugno - Yves Jamiaque, scrittore, drammaturgo e sceneggiatore francese (n. 1918)
- 8 giugno - Daniel Mandell, montatore statunitense (n. 1895)
- 8 giugno - Jacques Fred Petrus, disc jockey e produttore discografico francese (n. 1948)
- 9 giugno - Monique Haas, pianista francese (n. 1909)
- 9 giugno - Madge Kennedy, attrice statunitense (n. 1891)
- 9 giugno - Karl Rainer, calciatore austriaco (n. 1901)
- 9 giugno - Grandon Rhodes, attore statunitense (n. 1904)
- 10 giugno - Luca De Luca, politico italiano (n. 1908)
- 10 giugno - August Eskelinen, fondista e sciatore di pattuglia militare finlandese (n. 1898)
- 10 giugno - Elizabeth Hartman, attrice statunitense (n. 1943)
- 11 giugno - Joseph Salas, pugile statunitense (n. 1905)
- 11 giugno - Dan Vadis, attore e culturista statunitense (n. 1938)
- 12 giugno - Carlo Boscarato, fumettista e disegnatore italiano (n. 1926)
- 12 giugno - Frank Boulton, calciatore inglese (n. 1917)
- 12 giugno - Luis Duggan, giocatore di polo argentino (n. 1906)
- 12 giugno - Paul Janes, allenatore di calcio e calciatore tedesco (n. 1912)
- 12 giugno - Vasilij Smirnov, calciatore sovietico (n. 1908)
- 13 giugno - Vera Caspary, scrittrice, sceneggiatrice e commediografa statunitense (n. 1899)
- 13 giugno - Livio Furini, imprenditore e compositore italiano (n. 1932)
- 13 giugno - Johnny High, cestista statunitense (n. 1957)
- 13 giugno - Geraldine Page, attrice statunitense (n. 1924)
- 13 giugno - Giulio Panicali, attore, doppiatore e direttore del doppiaggio italiano (n. 1899)
- 13 giugno - Ruggero Cori, cantante italiano (n. 1927)
- 14 giugno - Agostino Trapè, presbitero e filosofo italiano (n. 1915)
- 15 giugno - Angelo Lotti, politico italiano (n. 1930)
- 16 giugno - June Knight, attrice e ballerina statunitense (n. 1913)
- 16 giugno - John Mikaelsson, marciatore svedese (n. 1913)
- 16 giugno - Kōji Tsuruta, attore e cantante giapponese (n. 1924)
- 17 giugno - Fabio Battesini, ciclista su strada e pistard italiano (n. 1912)
- 17 giugno - Yasuo Haruyama, calciatore giapponese (n. 1906)
- 18 giugno - Tuvia Bielski, partigiano polacco (n. 1906)
- 18 giugno - Harold Cherniss, filosofo e storico statunitense (n. 1904)
- 18 giugno - Gilberto Freyre, scrittore, pittore e sociologo brasiliano (n. 1900)
- 18 giugno - Bruce Marshall, scrittore britannico (n. 1899)
- 18 giugno - Art Spector, cestista e allenatore di pallacanestro statunitense (n. 1918)
- 18 giugno - Michel de Saint Pierre, scrittore e giornalista francese (n. 1916)
- 19 giugno - Ian Donald, medico scozzese (n. 1910)
- 20 giugno - Enzo Battaglia, regista e sceneggiatore italiano (n. 1935)
- 20 giugno - Mariano Cañardo, ciclista su strada spagnolo (n. 1906)
- 20 giugno - Leonid Vladimirovič Charitonov, attore sovietico (n. 1930)
- 21 giugno - Gerardus Mooyman, militare e imprenditore olandese (n. 1923)
- 21 giugno - Italo Federico Quercia, fisico italiano (n. 1921)
- 22 giugno - Fred Astaire, ballerino, attore e coreografo statunitense (n. 1899)
- 22 giugno - Raymond Ruyer, filosofo francese (n. 1902)
- 23 giugno - Mary Cambridge (n. 1897)
- 23 giugno - Sauveur Ducazeaux, ciclista su strada e dirigente sportivo francese (n. 1911)
- 23 giugno - Jan de Looper, hockeista su prato olandese (n. 1914)
- 23 giugno - Antonio Ricci, poeta e scrittore italiano (n. 1952)
- 23 giugno - Beppe Serafini, pittore italiano (n. 1915)
- 24 giugno - Jackie Gleason, attore, compositore e conduttore televisivo statunitense (n. 1916)
- 24 giugno - Teizo Horikoshi, economista giapponese (n. 1898)
- 25 giugno - Mario Nerbini, editore italiano (n. 1899)
- 25 giugno - Alex Sadkin, produttore discografico e musicista statunitense (n. 1949)
- 25 giugno - Tony Skyrme, fisico britannico (n. 1922)
- 26 giugno - Enzo Striano, scrittore e giornalista italiano (n. 1927)
- 27 giugno - František Šafránek, calciatore cecoslovacco (n. 1931)
- 27 giugno - Božidar Senčar, calciatore jugoslavo (n. 1927)
- 28 giugno - Dante Gorreri, antifascista, partigiano e politico italiano (n. 1900)
- 28 giugno - John Emrys Lloyd, schermidore britannico (n. 1905)
- 29 giugno - Elizabeth Cotten, cantante, musicista e compositrice statunitense (n. 1893)
- 29 giugno - Antonio Janni, allenatore di calcio e calciatore italiano (n. 1904)
- 29 giugno - Ēriks Pētersons, calciatore e hockeista su ghiaccio lettone (n. 1909)
- 30 giugno - Francisco Civitate, artista e fotografo italiano (n. 1882)
- 30 giugno - King Donovan, attore e regista statunitense (n. 1918)
- 30 giugno - Lucio Flauto, attore, comico e conduttore televisivo italiano (n. 1930)
- 30 giugno - Federico Mompou, compositore e pianista spagnolo (n. 1893)
- 30 giugno - Thor Thorvaldsen, velista norvegese (n. 1909)